# Васильченко Віталій Сергійович
Віта́лій Сергі́йович Васи́льченко — український науковець, державний діяч, Міністр праці України, кандидат економічних наук.

## Біографія
Працював у Державному комітеті праці УРСР, з 3 серпня 1990 — Міністр праці УРСР. На посаді міністра — до 29 жовтня 1991.
Був у складі науково-педагогічних працівників КНЕУ імені Вадима Гетьмана, на посаді професора (2014), працював на кафедрі управління персоналом та економіки праці, автор ряду наукових і навчально-методичних праць, підручників та навчальних посібників.